# Noyen-sur-Sarthe
Noyen-sur-Sarthe é uma comuna francesa na região administrativa do País do Loire, no departamento de Sarthe. Estende-se por uma área de 43.58 km². Em 2010 a comuna tinha 2 657 habitantes (densidade: 61 hab./km²).